# Best of (album de Benjamin Biolay)
Pour les articles homonymes, voir Best of.
Albums de Benjamin Biolay
La Superbe
(2009) Vengeance
(2012)
Best of est la première compilation du chanteur Benjamin Biolay sorti le 28 novembre 2011 chez Virgin. 

## Liste des titres
1. L'Eau Claire des Fontaines (inédit)
2. Dans mon Dos (À l'origine)
3. Dans la Merco Benz (Trash Yéyé)
4. Les Cerfs Volants (Rose Kennedy)
5. À L’Origine (À l'origine)
6. Chère Inconnue (Négatif)
7. Padam (La Superbe)
8. Nuage noir (Clara et Moi)
9. Qu'est-Ce que ça Peut faire ? (Trash Yéyé)
10. Bien Avant (Trash Yéyé)
11. La Ballade du mois de Juin (Home)
12. Négatif (Négatif)
13. Los Angeles (Rose Kennedy)
14. Ton Héritage (La Superbe)
15. Brandt Rhapsodie (avec Jeanne Cherhal) (La Superbe)
16. La Vanité  (Négatif)
17. La Plage (Home)
18. Novembre Toute L'Année (Rose Kennedy)
19. La Superbe (La Superbe)

Une édition spéciale Fnac est sorti en double album, comprenant trois titres supplémentaires : La Garçonnière, Laisse aboyer les chiens et Des lendemains qui chantent (home version)
Ce Best of réunit les catalogues Virgin et Naïve.